# Hemipeplus argentinus
Hemipeplus argentinus es una especie de coleóptero de la familia Mycteridae.

## Distribución geográfica
Habita en Argentina.